# Sant Jaume de Nyer (capella)
La capella de Sant Jaume de Nyer és una petita capella de carrer del poble nord-català de Nyer, a la comarca del Conflent.
Està situada en el petit nucli urbà de Nyer.
És una petita capella d'època moderna, segle xvii o XVIII, amb la façana formada per una porta i dues grans finestres, que permetien seguir les celebracions de la capella des del carrer, atesa la poca capacitat del petit temple.